# ستيفاني لودفيغ
ستيفاني لودفيغ (بالفرنسية: Stéphanie Ludwig)‏ مواليد 29 نوفمبر 1972 في الدار البيضاء، هي لاعبة كرة يد فرنسية. مثلت منتخب فرنسا لكرة اليد للسيدات. شاركت في دورة الألعاب الأولمبية الصيفية سنة 2000. حققت المركز الأول في بطولة العالم لكرة اليد للسيدات 2003.

## الميداليات
| الميدالية | المسابقة                            |
| --------- | ----------------------------------- |
| ذهبية     | بطولة العالم لكرة اليد للسيدات 2003 |

## روابط خارجية
- ستيفاني لودفيغ على موقع الاتحاد الأوروبي لكرة اليد (الإنجليزية)
- ستيفاني لودفيغ على موقع اللجنة الأولمبية الدولية (الإنجليزية)
- ستيفاني لودفيغ على موقع أوليمبيديا (الإنجليزية)